# Toužetín
Toužetín település Csehországban, Lounyi járásban. Toužetín Smolnice, Chlumčany, Veltěže, Panenský Týnec, Vrbno nad Lesy és Hříškov településekkel határos. Lakosainak száma 274 fő (2024. január 1.).

## Népesség
A település lakosságának változását az alábbi diagram mutatja:
| Lakosok száma | 730  | 896  | 781  | 506  | 344  | 279  | 286  | 280  | 289  | 274  |
|               | 1869 | 1890 | 1921 | 1950 | 1980 | 2001 | 2017 | 2019 | 2022 | 2024 |